# Ньюкерк (Оклахома)
Ньюкерк (англ. Newkirk) — город и административный центр округа Кей в штате Оклахома в Соединённых Штатах Америки. По данным переписи 2020 года, население города составляло 2 172 человек.

## История
Ньюкерк располагается на земле, известной как Полоса Чероки, которая принадлежала индейцам чероки до 1893 года. Попытки выкупить землю у чероки начались в 1889 году, но завершены только спустя четыре года, когда Конгресс санкционировал покупку территории за 8 595 736,12 долларов и 16 сентября 1893 года она была открыта для неиндейского заселения. Примерно 100 000 человек попытались получить за световой день в собственность по 160 акров (0,65 км²) земли (в общей сложности более 26000 км²).
Первое поселение, основанное на территории современного Ньюкерка, было названо Ламоро в честь Сайласа У. Ламоро, который был комиссаром Главного земельного управления. Оно стало административным центром округа «К», одного из семи округов Полосы Чероки. В двух милях к северу от Ламоро находилась станция Santa Fe Railway для перевозки скота Кирк. В первый день гонки 5 000 человек заявили свои права на землю в городе и его окрестностях. Заявителям было предоставлено два земельных участка в городе: один для дома, другой для бизнеса. В специально отведённых сельских районах они могли выбрать 160 акров. Население быстро сократилось примерно до 2 100 человек, поскольку разочарованные искатели земли покинули город. Было организовано городское самоуправление, и одним из первых шагов было изменение названия города с Ламоро на Санта-Фе, однако железная дорога отклонило это название, поскольку несколько других населённых пунктов были названы так же. Тем временем железнодорожная станция Кирк была закрыта, поэтому 8 ноября 1893 года было выбрано название Ньюкерк.
В 1894 году было построено здание окружного суда. Позже оно сгорело, и в 1926 году было построено новое здание, которое используется по сей день. В 1901 году сгорел почти целый квартал в центре города. Сгоревшие деревянные здания были в основном заменены каменными постройками из характерного жёлтого известняка, добываемого в четырех милях к востоку от города. В 1984 году деловой район Ньюкерка обрёл статус исторического района и был внесён в Национальный реестр исторических мест США. После того как в 1907 году Оклахома стала штатом, Ньюкерк, Блэкуэлл и Понка-Сити соперничали за право стать центром округа. На выборах 3 сентября 1908 года за Понка-Сити проголосовало 1388 человек, за Блэкуэлл — 2038, а за Ньюкерк — 2063. Блэкуэлл пытался пересмотреть итоги выборов в суде, но проиграл дело.